# Stazione di Bernburger Straße
La stazione di Bernburger Straße era una stazione della M-Bahn di Berlino, una ferrovia sperimentale a levitazione magnetica rimasta in esercizio per pochi anni.

## Storia
La stazione, costruita come parte del secondo lotto della linea, venne inaugurata il 26 settembre 1986. All'epoca la linea era utilizzata esclusivamente per corse di prova; l'apertura al pubblico esercizio era prevista per il 1º maggio 1987 – nell'ambito delle celebrazioni per il 750º anniversario di fondazione della città – ma dovette essere rimandata a causa di un attentato incendiario che causò gravi danni al materiale rotabile e alle strutture.
L'esercizio regolare iniziò solo nell'estate del 1989 e durò fino al 31 luglio 1991: in tale data l'esercizio della M-Bahn fu soppresso e la linea demolita per fare posto alla ricostruzione della metropolitana in direzione di Potsdamer Platz.
Oggi l'area su cui sorgeva la stazione di Bernburger Straße è occupata dalla rampa della metropolitana e da alcuni edifici direzionali.

## Strutture e impianti
Si trattava di una stazione in viadotto, con due binari di corsa serviti da due banchine laterali accessibili attraverso due rampe di scale. L'area sottostante i binari conteneva alcuni locali tecnici.
Il progetto architettonico fu opera di Otto Schulz-Brauns e Sepp Wanie, che si ispirarono ad un progetto del 1979 presentato alla mostra internazionale dei trasporti di Amburgo: struttura portante in acciaio, pareti laterali vetrate o ricoperte da pannelli di alluminio, modularità degli elementi costruttivi per consentire la replicabilità del progetto in diverse situazioni.